# Куцокрил іржастий
Куцокри́л іржастий (Locustella mandelli) — вид горобцеподібних птахів родини кобилочкових (Locustellidae). Мешкає в Гімалаях і Південно-Східній Азії. Вид названий на честь італійського натураліста Луїса Манделлі.

## Підвиди
Виділяють два підвиди:
- L. m. mandelli (Brooks, WE, 1875) — від Сіккіма, Бутана і Північно-Східної Індії до південного Китая, М'янми і північного Індокитая;
- L. m. melanorhyncha (Rickett, 1898) — південний схід Китаю.

В’єтнамський куцокрил раніше вважався конспецифічним з іржастим куцокрилом, однак були визнаний окремим видом.

## Поширення і екологія
Іржасті куцокрили мешкають в Індії, Бутані, М'янмі, Таїланді, Лаосі, В'єтнамі і Китаї. Вони живуть у високогірних чагарникових заростях, на узліссях гірських лісів, на луках і плантаціях. Взимку частина популяції мігрує в долини. Живляться комахами.